# Tensta landskommun
Tensta landskommun var en tidigare kommun i Uppsala län. Tensta uttalas [ténnsta] med grav accent]. 

## Administrativ historik
Kommunen inrättades i Tensta socken i Norunda härad i Uppland när 1862 års kommunalförordningar trädde i kraft 1863. 
Vid kommunreformen 1952 gick den upp i Vattholma landskommun, som 1971 uppgick i Uppsala kommun. 

## Politik

### Mandatfördelning i Tensta landskommun 1938-1946
| 7 | 7 | 6 |

| 19 |

| 7 | 9 | 4 |

| 20 |

| 8 | 8 | 4 |

| 20 |